# محطة قطار فرندة
محطة فرندة هي محطة قطار جزائرية تقع في إقليم بلدية عين كرمس ، ولاية تيارت .

## موقع في السكك الحديدية
تَقع المحطة على ارتفاع 1 216 م ، عند نقطة الكيلومتر (PK) 120 من الخط الممتد من سعيدة إلى تيارت، وهي المحطة النهائية حاليا. وتسبقها محطة عين كرمس ، و يليها محطة تيارت عند انتهاء أشغال بناء القسم الثاني من الخط، مع نهاية سنة 2024 أو 2025  ,  .قالب:Début d'illustration
| ملف:قالب:Géolocalisation/Réseau ferroviaire de la wilaya de Tiaret قالب:Géolocalisation |

قالب:Fin d'illustration

## تاريخ المحطة
تم افتتاح المحطة في 30 يناير 2023 أثناء افتتاح خط سعيدة إلى تيارت  ,  .

## خدمة الركاب

### خدمة
تخدم المحطة قطارات إقليمية على خط سيدي بلعباس - فرندة  .

## الملاحظات والمراجع
1. ↑  "Saïda: Beldjoud inaugure la ligne ferroviaire reliant la wilaya de Saida à Frenda". وكالة الأنباء الجزائرية (بالفرنسية). 30 Jan 2023.
2. 1 2  "Saïda: Beldjoud inaugure la ligne ferroviaire reliant la wilaya de Saida à Frenda". aps.dz. 30 janvier 2023. مؤرشف من الأصل في 2023-01-31. اطلع عليه بتاريخ 6 février 2023. {{استشهاد ويب}}: تحقق من التاريخ في: |تاريخ-الوصول= و|تاريخ= (مساعدة).
3. 1 2  "Nouvelle ligne Frenda-Saïda-Sidi Bel Abbes : Entrée en service demain dimanche". sntf.dz. 28 janvier 2023. مؤرشف من الأصل في 2023-03-27. اطلع عليه بتاريخ 6 février 2023. {{استشهاد ويب}}: تحقق من التاريخ في: |تاريخ-الوصول= و|تاريخ= (مساعدة).

## أنظر أيضا

### مَقالات ذات صلة
- خط من سعيدة إلى تيارت
- قائمة محطات القطارات في الجزائر

### رَوابط خارجية
- "SNTF". Société nationale des transports ferroviaires (SNTF). مؤرشف من الأصل في 2025-06-02..

قالب:Desserte gare/début
قالب:Desserte gare
قالب:Desserte gare/fin